# Percy Wyn-Harris
Percy Wyn-Harris, né le 24 août 1903 à Acton en Angleterre et mort le 25 février 1979 à Petersfield, est un alpiniste, administrateur colonial et explorateur britannique. Il a travaillé dans le service colonial en Afrique et a été gouverneur de la Gambie de 1949 à 1958.  

## Jeunesse et alpinisme
Wyn-Harris est né à Acton, Middlesex, le 24 août 1903 sous le nom de Percy Wynne Harris (il change officiellement son nom en Percy Wyn-Harris en 1953). Fils d'un directeur d'entreprise, il fait ses études à la Gresham's School, Holt, et au Gonville and Caius College à Cambridge. En tant qu'étudiant, il est membre du club d'alpinisme de l'université. En 1925, il réalise la première ascension sans guide de l'arête du Brouillard au Mont Blanc.
En 1929, il rencontre l'alpiniste Eric Shipton et ensemble, ils escaladent les deux pics du Mont Kenya, réalisant la première ascension du Nelion, le sommet secondaire. Membre de l'expédition du Mont Everest de Hugh Ruttledge en 1933, Wyn-Harris atteint l'altitude record d'Edward Norton, soit 8 573 m (28 126 pieds). Aux alentours de 8 460 m (27 920 pieds), il découvrit un piolet, qui était presque certainement un vestige de la tentative infortunée de Mallory et Irvine pour la première ascension en 1924. Wyn-Harris est retourné à l'Everest en 1936, dans une expédition à nouveau dirigée par Hugh Ruttledge.

## Service colonial

### Kenya
Wyn-Harris rejoint le service colonial au Kenya en 1926. D'abord officier de district, il occupe en 1939-1940 le poste de Settlement Officer for Kikuyu Land Claims. Il est commissaire de district de Nyeri de 1941 à 1943, agent de liaison du travail de 1943 à 1944 et commissaire du travail de 1944 à 1945. Il devient commissaire provincial de la province centrale en 1946, pendant un an. Il devient Chief Native Commissioner et ministre des Affaires africaines en 1947, poste qu'il occupe jusqu'en 1949. Lewis affirme que, pendant son séjour au Kenya, Wyn-Harris considérait que le pays était « surpeuplé et avait désespérément besoin d'urbanisation, de contrôle des naissances et d'industries secondaires ».

### Gambie
Wyn-Harris est nommé gouverneur de la Gambie en décembre 1949. Son mandat coïncide avec la montée du sentiment nationaliste en Afrique occidentale. Il est convaincu que la Gambie ne doit pas progresser vers l'autonomie, mais qu'elle doit plutôt maintenir un lien permanent avec le Royaume-Uni et être administrée localement : c'est ce qu'il appelle « l'option des îles anglo-normandes ». Wyn-Harris est également opposé au développement des partis politiques en Gambie. Sa première constitution, en 1951, fait passer de deux à trois le nombre de membres élus du Conseil législatif. Après les élections de 1951, il a également augmenté le nombre de membres non officiels du Conseil exécutif, et fait de même avec sa constitution de 1953. Deux d'entre eux se voient attribuer des portefeuilles spécifiques et sont appelés ministres.
Malgré ces réformes, Wyn-Harris n'est pas populaire parmi la population de Bathurst, en particulier après qu'il a renvoyé P. S. N'Jie du Conseil exécutif en janvier 1956. Cependant, il est plus populaire dans le protectorat, ayant entrepris un effort déterminé pour y améliorer les conditions. Wyn-Harris quitte la Gambie en avril 1958, après avoir tellement contrarié la population de Bathurst qu'il le fait en se glissant à travers la frontière vers le Sénégal plutôt que de le faire lors d'une cérémonie publique. Après son séjour en Gambie, il est membre de la commission d'enquête Devlin sur les troubles du Nyasaland en 1959 et est administrateur du Cameroun septentrional d'octobre 1960 à juin 1961. Le Cameroun septentrional est une région du Nigeria qui a été sous mandat de la Société des Nations puis sous tutelle des Nations unies administré par le Royaume-Uni. Un plébiscite des Nations unies sur l'avenir de la région, organisé pendant son mandat, a abouti à l'intégration officielle de la région au Nigeria à la fin du mois de mai 1961.

## Retraite et décès
Entre 1962 et 1969, Wyn-Harris fait le tour du monde à bord de son sloop Spurwing, un Gunning Grundel. Il est décédé à Petersfield, Hampshire, à l'âge de 75 ans.

## Honneurs
- 1941 : Membre de l'Ordre de l'Empire britannique (MBE)
- 1949 : Compagnon de l'Ordre de Saint-Michel et Saint-Georges (CMG)
- 1950 : Chevalier de l'Ordre de Saint-Jean (KStJ)
- 1952 : Chevalier Commandeur de l'Ordre de Saint-Michel et Saint-Georges (KCMG)